# Milešovice
Milešovice är en ort i Tjeckien.   Den ligger i regionen Södra Mähren, i den sydöstra delen av landet, 210 km sydost om huvudstaden Prag. Milešovice ligger 243 meter över havet och antalet invånare är 630.
Terrängen runt Milešovice är lite kuperad.Runt Milešovice är det ganska tätbefolkat, med 62 invånare per kvadratkilometer. Närmaste större samhälle är Slavkov u Brna, 8,0 km norr om Milešovice. I omgivningarna runt Milešovice växer i huvudsak blandskog.